# Петре Думитреску
Петре Думитреску (на румънски: Petre Dumitrescu) е румънски генерал, участник във Втората световна война, известен с това, че води румънската 3-та армия в кампанията срещу СССР.

## Ранни години и военна кариера
Думитреску е роден в Добридор, окръг Долж. Започва военното си обучение в Артилерийското и инженерно офицерско училище през 1901 г., завършвайки го 2 години по-късно с чин втори лейтенант. Думитреску е повишен в лейтенант през 1906 г., а през 1911 – в капитан. През същата година е приет във Военната академия в Букурещ, която завършва през 1913 г.
При избухването на Първата световна война Думитреску е с чин майор. След края на войната, той се изкачва нагоре във военната йерархия – повишен е в лейтенант-полковник (звание в румънската армия, съответстващо на подполковник) през 1920, бригаден генерал през 1930, и генерал-майор – през 1937 г. До началото на Втората световна война, Думитреску служи като военно аташе в Париж и Брюксел. След завръщането си в Румъния, генералът е назначен за командващ на 1-ва армия.

## Втора световна война
На 25 март 1941 г., на Думитреску е възложено командването на 3-та армия – пост, на който остава до края на войната. На 5 юли неговата армия навлиза в Северна Буковина и превзема Черновци, взимайки обратно територията, окупирана от съветските войски на 28 юни 1940 г., после прекосява Прут и навлиза в Северна Бесарабия. Немската 11-а армия подсигурява десния фланг на Думитреску, докато напредва към Днестър. Там двете армии разменят местата си, като немските части продължават към Южен Буг, а румънската армия остава на завзетите територии. През септември, Думитреску отбъсква опита на съветските войски да форсират Днестър и да излязат в тила на немците.
След като Хитлер успява да убеди Йон Антонеску да продължи военните действия отвъд границите на Румъния от 1940 г., Думитреску повежда 3-та армия към Крим, където тя участва в битката за Азовско море. До 10 октомври, неговите войски са изминали 1700 километра и са взели участие в четири големи сражения и 42 по-малки. Дотогава 3-та армия е взела 15 565 военнопленници, 149 танка, 128 оръдия, повече от 700 картечници, а в същото време загубите ѝ са 2555 убити, 6201 ранени и 1785 изчезнали.
За успехите в кампанията Думитреску е награден с Рицарски кръст, като с това става едва вторият ръмунец (след Антонеску), който получава това немско отличие. По-късно към кръста са добавени и дъбови листа. През октомври е награден и с най-високото румънско отличие – орденът „Михай Храбри“, 3-та степен.
На 18 юли 1942 г., Думитреску е произведен в чин генерал, ставайки втори в румънското командване – след Антонеску. Малко след повишението, генералът се придвижва с армията си към Таманския полуостров, обезпечавайки връзката между силите на Оста в Европа и частите, които напредват дълбоко в територията на Съветския съюз.
През юли и август 1942 г., германските войски, намиращи се край Сталинград, спешно се нуждаят от подкрепления и Върховното командване на Вермахта (ОКВ) прехвърля там голяма част от армията на Думитреску, която участва в битката за града. То обаче не приема предупрежденията на генерала за нарастващата сила на руснаците, също както и предложенията му за атака на съветския плацдарм край Клетская. През ноември Червената армия предприема офанзива, пробивайки румънските линии и принуждавайки Думитреску да се оттегли.
За кратък период 3-та армия се окопава край река Чир, но съветските войски я изтласкват назад. През декември 1943 г. Думитреску взима решението да извърши стратегическо отстъпление на запад.
След битката за Румъния през 1944 г. планът на генерала е да достигне Букурещ, избягвайки всякакви схватки с Червената армия. Въпреки това, докато Думитреску пристигне в столицата с това, което е останало от 3-та армия, са пленени повече от 130 000 войници. След обявяването на война на Германия, генералът участва в битките срещу бившия съюзник, като неговите части взимат над 6000 немски военнопленници.

## След войната
Думитреску е съден за военни престъпления от новото комунистическо правителство на Румъния, но поради липса на доказателства се отървава без присъда. Умира от естествена смърт през 1950 г., в дома си в Букурещ.